# August, Kalifornien
August är en ort (CDP) i San Joaquin County, i delstaten Kalifornien, USA. Enligt United States Census Bureau har orten en folkmängd på 8 390 invånare (2010) och en landarea på 3,2 km².